# Pedro Luis Alonso
Pedro Luis Alonso Fernández (Madrid, 18 de marzo de 1959) es un médico, epidemiólogo e investigador español, experto en las enfermedades que afectan a las poblaciones más pobres del planeta.  Su trabajo se ha centrado sobre todo en el estudio de la malaria, aunque incluye también otras enfermedades infecciosas, abordadas siempre desde una perspectiva multidisciplinar. Entre 2014 y 2022 fue Director del Programa Mundial de Malaria de la Organización Mundial de la Salud (OMS). Actualmente es catedrático de Salud Global en la Facultad de Medicina y Ciencias de la Salud - Hospital Clínico, de la Universidad de Barcelona.

## Estudios y carrera profesional
Tras licenciarse en medicina por la Universidad Autónoma de Madrid en 1984, Pedro L. Alonso obtuvo un Master en Epidemiología y Control de Enfermedades Infecciosas en la London School of Hygiene and Tropical Medicine, y se doctoró en medicina por la Universidad de Barcelona., con la tesis : Evaluación de estrategias en el control del paludismo
Su carrera profesional empezó en los años 80 en Gambia donde, además de realizar un estudio de validación de autopsias verbales, entre otras cosas evaluó la eficacia del uso de redes mosquiteras impregnadas con insecticida como herramienta preventiva contra la malaria.  En un momento en el que la utilidad de estas redes era controvertida, la publicación de estos resultados en The Lancet fue determinante para que se lanzaran estudios posteriores que confirmaron las primeras evaluaciones, así como para que la OMS recomendara el uso generalizado de esta medida. Actualmente, se calcula que la distribución masiva de estas redes es responsable del 69% de los 663 millones de casos de malaria que se evitaron en África subsahariana entre 2001 y 2015.
Tras una breve estancia en el Instituto de Parasitología “López Neyra” del Consejo Superior de Investigaciones Científicas, en Granada, España, en 1991 Pedro L. Alonso se instaló en Barcelona como jefe de la Unidad de Epidemiología y Bioestadística del Hospital Clínico y Provincial de Barcelona, institución a la que permaneció ligado durante más de 20 años. Ahí contribuyó a la creación del Servicio de Salud Internacional –el primero en su tipo en un hospital universitario español-, del que fue también el primer Jefe. 
En Barcelona comenzó además sus primeras colaboraciones internacionales, particularmente con el Instituto de Salud de Ifakara (Tanzania), donde trabajó, junto con Marcel Tanner, en la evaluación de la vacuna contra la malaria SPf66. Además, y en colaboración con Clara Menéndez, amplió sus ámbitos de estudio para incluir la profilaxis de malaria en niños menores de un año, la evaluación de nuevas estrategias de control de esta enfermedad como el tratamiento intermitente para niños y mujeres embarazadas, la etiología de la anemia y la investigación de otras causas de enfermedad y muerte en niños africanos, como las enfermedades respiratorias agudas y diarreicas. 
Bajo el paraguas del Hospital Clínico y de la Universidad de Barcelona, en 2006 Pedro L. Alonso fundó el Centro de Investigación en Salud Internacional de Barcelona (CRESIB). Desde ahí , y en colaboración con el Centro de Investigación en Salud de Manhiça, Mozambique, realizó uno de sus trabajos más conocidos: la contribución al desarrollo clínico y evaluación de impacto de la vacuna contra la malaria RTS,S, en unas pruebas de concepto que establecieron por primera vez en niños de 1 a 4 años, y después en menores de un año, la eficacia de esta vacuna.  Estos resultados abrieron la puerta a valoraciones posteriores y a un ensayo clínico de fase 3 realizado en once centros de investigación africanos, que a la postre llevaría a una valoración positiva de esta vacuna por parte de la Agencia Europea del Medicamento, en 2015. Los máximos comités de expertos de la OMS han recomendado el inicio de la utilización de la vacuna RTS,S en aplicaciones piloto en tres países africanos, que comenzarán a partir de 2018.  En abril de 2021, la OMS informa en una nota de prensa de que el programa ya ha beneficiado a más de 650·000 niños de los tres países (Malawi,Ghana y Kenia), donde se han administrado en solo 2 años más de 1,7 millones de dosis. También destaca la OMS que los países implicados han trabajado muy bien todos los aspectos del programa, lo que se demuestra por la excelente acogida por parte de la población.
Además de sus actividades como investigador científico, Pedro L. Alonso ha puesto un énfasis especial en contribuir al desarrollo de capacidades de investigación en África, así como a la formación de nuevas generaciones de investigadores tanto en España como en países en desarrollo. A lo largo de su carrera, ha dirigido 24 tesis doctorales en disciplinas tan variados como la biología básica, la epidemiología, la evaluación de nuevas intervenciones o el desarrollo clínico de vacunas y fármacos para enfermedades respiratorias, enfermedades diarreicas, VIH, tuberculosis y malaria.
En cuanto a la creación de instituciones se refiere, destaca particularmente el impulso a la fundación del Centro de Investigación en Salud de Manhiça (CISM), una institución creada en 1996 en el contexto de los acuerdos de cooperación entre Mozambique y España y que recibe financiación de la Agencia Española de Cooperación Internacional. Pedro L. Alonso fue director científico del CISM desde su fundación hasta 2008 cuando el centro pasó a ser propiedad de una Fundación 100% mozambicana: la Fundaçao Manhiça, de la que es patrono. Durante años, el CISM fue el único centro en África en contar con un sistema de vigilancia demográfica (una herramienta clave para la investigación clínica) y fue pionero en la realización de grandes ensayos clínicos en este continente, lo que le valió ser reconocido en 2008 con el Premio Príncipe de Asturias a la Cooperación Internacional, junto con otros 3 centros africanos.
En esta misma línea de trabajo se inscribe también la fundación del Instituto de Salud Global de Barcelona (ISGlobal), del que fue el primer director y cuyo objetivo es romper el círculo vicioso de pobreza-enfermedad mediante un enfoque de trabajo integrado que saca el mayor provecho posible del conocimiento que genera la ciencia a través de las áreas de Formación, y Análisis y Desarrollo Global. A nivel internacional, el Dr. Alonso participó, junto con Fred Binka, en la creación del European and Developing Countries Clinical Trial Partnership, un organismo conjunto de países europeos y africanos cuyo objetivo es promover y financiar el desarrollo de nuevas herramientas contra la malaria la tuberculosis y el Sida, que ha sido clave en la promoción de la investigación en los países en desarrollo.
Asimismo, y como parte de un cambio de paradigma que hace que la erradicación de la malaria sea actualmente un objetivo compartido por la comunidad internacional,  Pedro L. Alonso lideró, junto con Marcel Tanner , la Malaria Eradication Research Agenda (malERA), una iniciativa que definió las necesidades de investigación y desarrollo para erradicar esta enfermedad, cuyos resultados se publicaron en 2011 en la revista PLoS Medicine y que derivó luego en la creación de la Malaria Eradication Scientific Alliance (MESA).
Fuera del ámbito de la malaria, Pedro L. Alonso lideró junto con Ciro de Quadros y Christopher Elias, el comité que desarrolló el Plan de Acción Global sobre Vacunas, aprobado por la Asamblea Mundial de la Salud en 2012. Además, ha sido miembro de una gran variedad de comités de expertos en la OMS, la Unión Europea, MMV, TDR o el Ministerio de Sanidad de España, entre otros.
Entre octubre de 2014 y marzo de 2022 Pedro L. Alonso fue director del Programa Mundial de Malaria de la OMS, responsable de coordinar los esfuerzos de este organismo para controlar y eliminar la malaria en el mundo, además de establecer normativas, guías técnicas y políticas para apoyar a los países afectados por esta enfermedad. 
Desde 2008 Pedro L. Alonso es catedrático de Salud Global en la Universidad de Barcelona. 

## Publicaciones
Pedro L. Alonso está incluido en el ‘top 20’ de autores científicos más citados en el campo de la malaria y está entre las cincuenta personas más influyentes del mundo en el ámbito de las vacunas. A lo largo de su carrera, ha publicado más de 350 artículos científicos.

## Premios y reconocimientos
Ha recibido, entre otros reconocimientos, los siguientes premios:
- Gran Cruz de la Orden Civil de Sanidad del Ministerio de Sanidad de España
- la Medalla de Oro de la Cruz Roja y la Media Luna Roja (España)
- Premio Internacional a la carrera personal por parte del Comité Español de Unicef
- Medalla Josep Trueta otorgada por la Generalidad de Cataluña
- Premio Balmis otorgado por el Ministerio de Defensa de España
- Medalla Ronald Ross de la Universidad de Londres
- Premio BBVA Fronteras de Conocimiento, en su categoría de Cooperación
- premio Carlos IV de la Real Academia Nacional de Medicina de España.
- Es miembro honorario de la Sociedad Americana de Medicina Tropical e Higiene.
- Doctor honoris causa por la Universidad Europea de Madrid
- Doctor honoris causa por la Universidad Rey Juan Carlos

## Personal
Pedro L. Alonso está casado con Clara Menéndez, investigadora especializada en el área de la malaria en mujeres embarazadas, y tiene tres hijos: Yara, Miguel y Sofía. 